# فلیکس فن هیدن
فلیکس فن هیدن (هلندی: Felix von Heijden; ۱۱ مهٔ ۱۸۹۰ – ۱۷ نوامبر ۱۹۸۲) بازیکن فوتبال اهل هلند بود.
از باشگاه‌هایی که در آن بازی کرده‌است می‌توان به باشگاه فوتبال ان‌ئی‌سی نایمخن اشاره کرد.